# Max Sinzheimer
Max Sinzheimer (* 20. Juni 1894 in Frankfurt am Main; † 16. Oktober 1977 in Elm Grove, Wisconsin) war ein deutsch-amerikanischer Dirigent, Chorleiter, Pianist, Organist und Komponist.

## Leben
Max Sinzheimer wurde als Sohn des Kaufmanns Siegmund Sinzheimer (1857–1927) und seiner Frau Bertha, geb. Marx (1869–1921), geboren. Er erhielt seine erste musikalische Ausbildung in Frankfurt am Main durch den Organisten Carl Breidenstein sowie durch Bernhard Sekles am Hochschen Konservatorium und studierte später in München bei Walter Braunfels Komposition. 1915 wurde er im Alter von 21 Jahren Korrepetitor am Landestheater Darmstadt, 1917 ging er als Kapellmeister an das Mannheimer Nationaltheater. Dort hatte er die beiden renommierten Dirigenten Wilhelm Furtwängler und Felix Lederer neben sich, so dass er als Anfänger nur für die „leichte“ Muse, also Spielopern und Operetten, zuständig war. Seit 1919 war Sinzheimer auch künstlerischer Leiter des jüdischen Gesangvereins Liederkranz. 1920 endete sein Engagement am Theater. Sinzheimer blieb als freischaffender Musiker in Mannheim, unterrichtete und dirigierte das von ihm mitgegründete Stamitzorchester. Hier lernte Sinzheimer auch seine Frau Lene Hesse-Sinzheimer (1896–1957), die Konzertmeisterin des Orchesters, kennen. Sinzheimer engagierte sich auch in der Mannheimer Gesellschaft für Neue Musik und dirigierte den Bachchor der evangelischen Christuskirche.
Ende der 1920er Jahre übernahm Sinzheimer auch die Leitung des Synagogenchors, nach 1933 durfte der Gesangverein Liederkranz nur noch im jüdischen Musikleben wirken. In der Folge des Novemberpogroms 1938 wurde Sinzheimer für fast einen Monat im KZ Dachau inhaftiert, bevor er im März 1939 zusammen mit seiner Frau über London in die USA emigrieren konnte. Es gelang ihm, sich in Chicago als Musiker zu etablieren, dort war er als Direktor des Opern- und Chordepartments der American University of Music Chicago tätig und wirkte als Musikdirektor an der St. Andrew Lutheran Church. Seine erste Ehefrau Lene Hesse-Sinzheimer starb 1957, sie hatte an der Chicago School of Music gelehrt und war auch als Solistin aufgetreten. In den 1960er Jahren heiratete Max Sinzheimer in zweiter Ehe Gertrude Margaretha Schamber (1904–1993), ebenfalls eine deutsche Emigrantin.
Nach dem Ende des Zweiten Weltkriegs wurde Sinzheimer im Rahmen eines Abkommens zwischen dem Land Baden-Württemberg und der IRSO entschädigt.